# یوکیو آئوشیما
یوکیو آئوشیما (انگلیسی: Yukio Aoshima؛ ۱۷ ژوئیه ۱۹۳۲ – ۲۰ دسامبر ۲۰۰۶) رمان‌نویس، کارگردان فیلم، بازیگر، ترانه‌سرا، سیاستمدار، شخصیت‌های تلویزیونی در ژاپن، ترانه‌پرداز، فیلم‌نامه‌نویس، و بازیگر تلویزیون اهل ژاپن بود.
وی همچنین برندهٔ جوایزی همچون جایزه نائوکی شده‌است.